# Hypena violaceodefinita
Hypena violaceodefinita är en fjärilsart som beskrevs av Embrik Strand 1922. Hypena violaceodefinita ingår i släktet Hypena och familjen nattflyn. Inga underarter finns listade i Catalogue of Life.